# Pablo Quintanilla
Pablo Quintanilla (Valparaíso, 10 de diciembre de 1986) es un motociclista chileno, especialista en enduro y rally raid, miembro actualmente del Monster Energy Honda Team. Es uno de los pilotos más destacados de la historia de Chile en rally raid, junto con Carlo De Gavardo, Chaleco López e Ignacio Casale, al haber sido dos veces campeón mundial de rallycross country, en 2016 y 2017.

## Biografía
Quintanilla comenzó a participar en campeonatos de motocross junto con sus hermanos a fines de los años 1990, hay que destacar especialmente el año 2001, cuando se impuso en el Latino MX1 de Guatemala y en donde se corona campeón latinoamericano de 85 c.c. y chileno de 125 c.c. con solo 15 años de edad.
Sin embargo su carrera como profesional, se puede decir que comenzó en 2008. En ese año acabó 5.º en el Mundial MX3, disputado en su país. En 2009 se produjo su irrupción definitiva como piloto, ganando la Copa Enduro Cross Esemar, siendo 5.º de nuevo en el Mundial MX3 de Chile, 2.º en el Latino MX1 Guatemala y ganador del Mundial MX1 Brasil. Además fue designado mejor motociclista del año chileno, por delante de su compatriota Chaleco López.
En los tres siguientes años su nivel bajó aunque revalidó el título de campeón de la Copa Enduro Cross Esemar consecutivamente entre 2010 y 2012. Además este último año acabó segundo en el Rally Desafío del Desierto.
2013 se convirtió en su mejor año como profesional. Pudo debutar en el Rally Dakar de la mano de Honda durante ese año, siendo sorprendentemente tercero de la primera etapa, aunque sin embargo, ese inicio impetuoso le pasó factura: un accidente que le costó una lesión en la espalda y su abandono el sexto día. A posteriori, se proclamó campeón del Rally de Antofagasta, fue 1.º en el Rally de la Minería, 1.º en el Dakar Series Desafío Inca, y campeón latinoamericano del Atacama Rally, 3.º en el Rally de La Serena y 8.º en el Desafío Ruta 40.
Llegaba al Rally Dakar de 2014 con la ilusión de acabar por primera vez. Sin embargo mientras marchaba 20.º en la general, una piedra le golpeó la mano y le fracturó los nudillos al término de la tercera etapa, siendo obligado de nuevo al abandono. Ese año ganó el Atacama Rally (en el inicio de su relación oficial con KTM), su victoria más importante, ya que lo hizo por delante de grandes pilotos como Marc Coma, Joan Barreda Bort o Jeremías Israel.
En el Rally Dakar de 2015 se está convirtiendo en una de las grandes revelaciones de la carrera. Tras una buena primera semana en la que acabó cuarto, ganó la caótica octava etapa (Uyuni-Iquique) para ponerse tercero en la general y luchar por el podio. Finalmente acabó 4.º en la general final, tras una lucha con el australiano Toby Price por el podio.
Quintanilla se convirtió en piloto oficial de Husqvarna para el Rally Dakar de 2016, donde acabó tercero a 48 minutos del ganador, volviendo a ganar una etapa.
El 7 de octubre de 2016 en el Rally de Marruecos, Pablo Quintanilla se proclamó campeón del mundo de Rally Cross Country, igualando la hazaña de Carlo de Gavardo en 2001. El piloto triunfó en el Atacama Rally por tercera vez seguida, fue segundo en Catar y tercero en el Abu Dhabi Desert Challenge y el Rally de Marruecos.
En 2020, consiguió su mejor posición en el Rally Dakar, logrando la segunda posición en motos, siendo superado por Ricky Brabec 16 minutos y 26 segundos.
En la edición 2022, fue subcampeón en motos, pese a ganar la última etapa del Rally, no pudo superar al piloto Sam Sunderland por 3 minutos y 27 segundos. También logró un tercer puesto en el Abu Dhabi Desert Challenge. 
En 2025, en el Rally Dakar tuvo un accidente en el kilómetro 133 de la octava etapa, siendo ayudado por Adrien Van Beveren y Luciano Benavides, por lo que tuvo que abandonar por lesión en el hombro.El 27 de mayo de 2025 anunció su retiro profesional como piloto de motos de rally raid.

## Polémicas
A raíz de los incidentes producidos el día 10 de noviembre en Reñaca, en el marco de la crisis política y social de Chile, Quintanilla exigió por redes sociales al presidente Sebastián Piñera que vuelva a poner a los militares en las calles, al cuestionar la pacificidad de las manifestaciones, en vista de los incidentes y saqueos acaecidos en dicho lugar. Además se refirió a los manifestantes involucrados en aquellos actos como «indios de mierda», lo cual generó una polémica. Aunque minutos después borró dichos mensajes, fueron viralizados rápidamente. En días posteriores Quintanilla pidió disculpas, tras argumentar que sus palabras surgieron en un momento de frustración, y rectificó estar de acuerdo con las demandas pero no con la violencia ni la destrucción.
En medio de la pandemia por el COVID-19 en Chile, el alcalde de la comuna de Concón, Óscar Sumonte, publicó fotografías en su cuenta de Twitter en la aparecía un grupo de personas junto a Quintanilla compartiendo un asado a escondidas en un bosque de la comuna, condenando el hecho debido a los múltiples llamados realizados a la población para evitar la propagación del virus. Ante las acusaciones, Quintanilla reconoció la reunión, pero indicó que se realizaba una cacería de brujas en su contra por sus pasados comentarios en redes sociales.

## Palmarés
- Campeón del Mundial de Rally Cross-Country de la FIM (2): 2016, 2017.[2]
- Campeón del Rally de Atacama (4): 2015, 2016, 2017, 2019.
- Campeón del Rally de Emiratos Árabes Unidos (1): 2018.
- Campeón del Rally de Marruecos (1): 2021.
- Podios en el Rally Dakar (3): 3.º (2016),[13] 2.º (2020, 2022).

## Resultados

### Campeonato Mundial de Rally Cross-Country de la FIM
| Torneo                                                     | 2013         | 2014         | 2015         | 2016         | 2017         | 2018         | 2019         | 2020         | 2021         | 2022         | 2023         | 2024         | 2025         |         |
| ---------------------------------------------------------- | ------------ | ------------ | ------------ | ------------ | ------------ | ------------ | ------------ | ------------ | ------------ | ------------ | ------------ | ------------ | ------------ | ------- |
| Motocicleta                                                | Honda        | KTM          | KTM          | Husqvarna    | Husqvarna    | Husqvarna    | Husqvarna    | Husqvarna    | Honda        | Honda        | Honda        | Honda        | Honda        |         |
| Registro global                                            |              |              |              |              |              |              |              |              |              |              |              |              |              |         |
| Campeonato Mundial de Rally Cross-Country de la FIM (moto) | 22.º         | A            | 5.º          | 1.º          | 1.º          | 2.º          | 7.º          | ND           | 11.º         | No realizado | No realizado | No realizado | No realizado |         |
| Campeonato Mundial de Rally Raid (moto)                    | No realizado | No realizado | No realizado | No realizado | No realizado | No realizado | No realizado | No realizado | No realizado | 5.º          | 5.º          | 6.º          | En disputa   |         |
| Series del Campeonato Mundial de Rally Cross-Country       |              |              |              |              |              |              |              |              |              |              |              |              |              |         |
| Rally de Argentina                                         | 6.º          | —            | —            | —            | 4.º          | 3.º          | —            | ND           | No MFIM      | No MFIM      | No MFIM      | No MFIM      | No MFIM      | No MFIM |
| Rally de Atacama                                           | —            | —            | 1.º          | 1.º          | 1.º          | 3.º          | 1.º          | ND           | No MFIM      | No MFIM      | No MFIM      | No MFIM      | No MFIM      | No MFIM |
| Rally de Catar                                             | A            | A            | 5.º          | 2.º          | 4.º          | —            | —            | ND           | —            | No MFIM      | No MFIM      | No MFIM      | No MFIM      |         |
| Rally de Emiratos Árabes Unidos                            | A            | A            | 3.º          | 3.º          | 2.º          | 1.º          | A            | ND           | A            | No MFIM      | No MFIM      | No MFIM      | No MFIM      |         |
| Rally de Marruecos                                         | A            | A            | Ret.a        | 3.º          | 17.º         | 14.º         | 2.º          | ND           | 1.º          | No MFIM      | No MFIM      | No MFIM      | No MFIM      |         |
| Series del Campeonato Mundial de Rally Raid                |              |              |              |              |              |              |              |              |              |              |              |              |              |         |
| Rally Dakar                                                | No W2RC      | No W2RC      | No W2RC      | No W2RC      | No W2RC      | No W2RC      | No W2RC      | No W2RC      | No W2RC      | 2.º          | 4.º          | 17.º         | Ret.         |         |
| Abu Dhabi Desert Challenge                                 | No W2RC      | No W2RC      | No W2RC      | No W2RC      | No W2RC      | No W2RC      | No W2RC      | No W2RC      | No W2RC      | 3.º          | Ret.         | A            | A            |         |
| Rally de Andalucía                                         | No W2RC      | No W2RC      | No W2RC      | No W2RC      | No W2RC      | No W2RC      | No W2RC      | No W2RC      | No W2RC      | 10.º         | —            | —            | —            |         |
| Sonora Rally                                               | No W2RC      | No W2RC      | No W2RC      | No W2RC      | No W2RC      | No W2RC      | No W2RC      | No W2RC      | No W2RC      | No W2RC      | 9.º          | 6.º          | —            |         |
| Desafío Ruta 40                                            | No W2RC      | No W2RC      | No W2RC      | No W2RC      | No W2RC      | No W2RC      | No W2RC      | No W2RC      | No W2RC      | No W2RC      | 6.º          | 6.º          | —            |         |
| Rally de Marruecos                                         | No W2RC      | No W2RC      | No W2RC      | No W2RC      | No W2RC      | No W2RC      | No W2RC      | No W2RC      | No W2RC      | —            | 3.º          | Ret.         | —            |         |
| Rally de Portugal                                          | No W2RC      | No W2RC      | No W2RC      | No W2RC      | No W2RC      | No W2RC      | No W2RC      | No W2RC      | No W2RC      | No W2RC      | No W2RC      | A            | —            |         |

Notas:
- ND: Evento no disputado.
- A: Evento en el que estuvo ausente.
- Ret: Evento en el que compitió pero se retiró:
  - a: Abandono en la última etapa por una caída y contusión en la cabeza.

### Rally Dakar
| Año     | Categoría | Vehículo  | Posición | Etapas |
| ------- | --------- | --------- | -------- | ------ |
| 2013    | Motos     | Honda     | Ret.a    | -      |
| 2014    | Motos     | KTM       | Ret.b    | -      |
| 2015    | Motos     | KTM       | 4.º      | 1      |
| 2016    | Motos     | Husqvarna | 3.º      | 1      |
| 2017    | Motos     | Husqvarna | Ret.c    | -      |
| 2018    | Motos     | Husqvarna | 8.º      | -      |
| 2019    | Motos     | Husqvarna | 4.º      | 1      |
| 2020    | Motos     | Husqvarna | 2.º      | 2      |
| 2021    | Motos     | Honda     | 7.º      | -      |
| 2022    | Motos     | Honda     | 2.º      | 1      |
| 2023    | Motos     | Honda     | 4.º      | -      |
| 2024    | Motos     | Honda     | 17.º     | 1      |
| 2025    | Motos     | Honda     | Ret.d    | -      |
| Fuente: |           |           |          |        |

Notas:
- Ret: Evento en el que compitió pero se retiró:
  - a: Abandono en la sexta etapa por una caída, con lesión en la espalda.
  - b: Abandono en la tercera etapa, debido a fractura en los nudillos.
  - c: Abandono en la etapa 10, al caer y golpear su cabeza, perdiendo el conocimiento.[15]
  - d: Abandono en la etapa 10, por lesión en el hombro.[6]